# 硫酸铍
硫酸铍是一种无机化合物，化学式为BeSO4，它通常以四水合物[Be(H2O)4]SO4的形式存在，为无色晶体。硫酸铍最早于1815年被永斯·贝采利乌斯发现。 硫酸铍易溶于水，微溶于浓硫酸。

## 制备及结构
硫酸铍可以由其它铍化合物和硫酸反应，蒸发溶液后结晶得到。水合物在400 °C加热得到无水物。四水合物有四面体的Be(OH2)42+单元和硫酸根离子。Be2+阳离子的半径小，使配位水分子的数量比同族MgSO4·6H2O中的Mg(OH2)62+配离子的配位水数目少。
无水物的结构和块磷铝矿的结构类似，结构中四面体配位的Be和S原子交替排布，每个氧为二配位（Be-O-S）。分子中Be-O的键长为156 pm；S-O的键长为150 pm。

## 性质及用途
硫酸铍的四水合物受热分解，经二水合物最终得到氧化铍。
BeSO4 → BeO + SO3
硫酸铍和碱金属的硫酸盐可以形成复盐。硫酸铍和磷的含氧酸反应，生成相应的铍盐。
硫酸铍和硫酸镭的混合物在核裂变中被发现是一种中子源。

## 拓展链接
- 国际化学品安全卡1351
- IARC Monograph "Beryllium and Beryllium Compounds"
- IPCS Health & Safety Guide 44 （页面存档备份，存于）
- IPCS CICAD 32 （页面存档备份，存于）
- 胡子南, 龙圣喜, 肖功华,等. 铍的急性、慢性、蓄积性和诱变性研究 （页面存档备份，存于）[J]. 毒理学杂志, 1990(2):123-123.